# جيانغ جياجون
جيانغ جياجون (بالصينية: 姜嘉俊) (8 يناير 1990 بشانغهاي في الصين - ) هو لاعب كرة قدم صيني في مركز الدفاع. شارك مع منتخب الصين تحت 23 سنة لكرة القدم. أما مع النوادي، فقد لعب مع جيانغسو سونينغ وشانغهاي غرينلاند شينهوا ونادي مجموعة شانغهاي الدولية للموانئ وShanghai Shenxin F.C. ‏.

## وصلات خارجية
- جيانغ جياجون على موقع قاعدة بيانات كرة القدم.إي يو (الإنجليزية)
- جيانغ جياجون على موقع Soccerway.com (الإنجليزية)